# Jim Morrison
(Jim Morrison)
James Douglas Morrison, detto Jim (Melbourne, 8 dicembre 1943 – Parigi, 3 luglio 1971), è stato un cantautore e poeta statunitense.
Fu il leader carismatico e frontman della band statunitense The Doors, dal 1965 al 1971.
Per la sua indole irrequieta, le sue poesie e canzoni, il timbro vocale, l'imprevedibile presenza scenica e le drammatiche circostanze che circondano la sua vita e la prematura morte, Morrison è considerato dai critici musicali e dai fan come uno dei più influenti e iconici frontman nella storia del rock. Cavalcando la rivoluzione culturale degli anni Sessanta, fu tra i maggiori cantanti di rock psichedelico. Impetuoso "profeta della libertà" e poeta maledetto, è ricordato come una delle figure di maggior potere seduttivo nella storia della musica e uno dei massimi simboli dell'inquietudine giovanile.
Nel 2008 Morrison fu posizionato al 47º posto nella lista dei 100 migliori cantanti secondo Rolling Stone e, l'anno successivo, al 22º posto nella classifica dei "50 più Grandi Cantanti del Rock" stilata dalla rivista britannica Classic Rock.

## Biografia

### I primi anni (1943-1959)

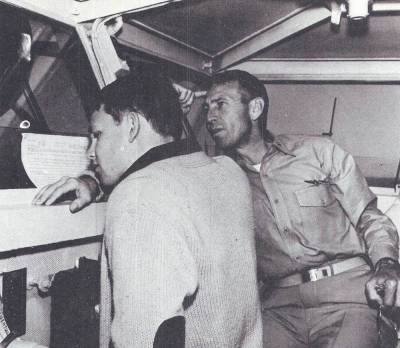
Jim Morrison e suo padre George Stephen Morrison (Comandante di Marina) sul ponte dell'USS Bon Homme Richard nel gennaio 1963.

Di origine statunitense, a sua volta con nonni di origini inglesi, scozzesi, irlandesi e tedesche, James "Jim" Douglas Morrison nacque alle 11:55 ora locale dell'8 dicembre 1943, al Brevard Hospital, vecchio nome dell'attuale Holmes Medical, di Melbourne, in Florida, primogenito di George Stephen Morrison, ammiraglio in servizio presso la Marina degli Stati Uniti d'America (deceduto il 17 novembre 2008) e spesso fuori casa, e di Clara Virginia Clarke Morrison (deceduta il 29 dicembre 2005), figlia di un avvocato del Wisconsin, entrambi giunti da Pensacola (Florida) dall'anno precedente. A causa della professione militare del padre infatti, la famiglia dovette trasferirsi molte volte all'interno degli Stati Uniti d'America e, per questo motivo, Jim visse i primi anni costretto a cambiare spesso casa, scuola e amicizie.
Già a Melbourne, sua madre visse dapprima al 1250, South Harbor City Boulevard, poi al 2100, Vernon Place. Nel 1946 poi, la famiglia si spostò a Clearwater, sempre sulla costa della Florida ma rivolta verso il Golfo del Messico, dove abitavano i nonni paterni, quindi nel 1947 a Washington e ad Albuquerque (Nuovo Messico), dove nacque la sorellina di Jim, Anne Robin Morrison.
Uno degli eventi più emotivi della sua infanzia avvenne nel 1947, durante un viaggio con la famiglia, mentre percorrevano il deserto tra Albuquerque e Santa Fe (Nuovo Messico). Jim raccontò questo episodio nel modo seguente:
Tale esperienza fu fondamentale per il piccolo Jim, tanto che riecheggerà nei suoi testi musicali, in particolare nella canzone Peace Frog, nei suoi versi poetici ("Indiani sparsi sulle carreggiate dell'alba sanguinanti/ Si affolla di spettri la mente del bambino fragile guscio d'uovo…"), oppure anche nella seconda strofa del brano Riders on the storm.
Nel 1948 poi, tutta la famiglia si trasferì ancora a Los Altos (California), dove nacque il fratellino di Jim, Andrew "Andy" Lee Morrison, terzo e ultimogenito. Tuttavia, con lo scoppio della Guerra di Corea (1950), il padre fu inviato con la flotta sul teatro bellico, quindi, nel 1951, la famiglia tornò prima a Washington, nella Contea di Fairfax, per trasferirsi ancora a Kingsville, in Texas, dove Jim terminò la quarta elementare alla Charles H. Flato School.
Nel 1952 si trasferirono ancora a Claremont, sobborgo di Los Angeles (California), quindi nel 1954 a San Diego, sempre in California, dove Jim frequentò la Longfellow School Sixth Grade Graduation, per poi tornare ancora a Albuquerque (Nuovo Messico), dove frequentò la St. John's Methodist School. Nel 1957 i Morrison si trasferirono a Alameda, vicino a San Francisco, California, dove Jim s'iscrisse alla Alameda High School; due anni più tardi cominciò il nono anno liceale, rivelandosi uno studente brillante e istrionico. Nell'autunno 1958, cominciò il decimo anno scolastico, ma marinava spesso la scuola per frequentare i locali Beatnik di San Francisco, fra cui la celebre libreria City Light Books del poeta beat Lawrence Ferlinghetti. Nel 1959, la famiglia Morrison si trasferì ad Alexandria (Virginia), dove Jim conseguirà il diploma in breve tempo al George Washington High School. Qui, ad Alexandria, Jim conobbe anche Tandy Martin, una compagna del liceo che fu anche la sua prima fidanzata. Le letture di Jim divennero sfrenate, portandolo ad accumulare centinaia di libri. Durante l'ultimo anno al liceo George Washington, stupì gli insegnanti con l'ampiezza delle sue letture e la notevole erudizione ottenendo, dopo il primo trimestre 1960, una menzione d'onore, forte di un quoziente d'intelligenza fuori dal comune: ben 149.

#### La giovinezza (1960-1964)

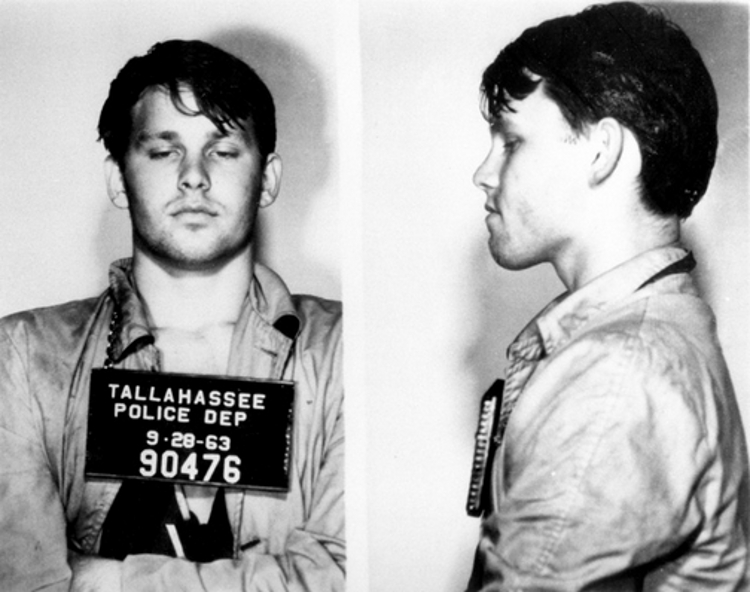
Morrison arrestato a Tallahassee per ubriachezza e disturbo della quiete pubblica durante una partita di football americano nel settembre 1963.

Negli anni dell'adolescenza, Jim si rivelò un ragazzino sveglio e intelligente, tuttavia, a partire dall'estate del 1960, il suo umore si fece più cupo e trasgressivo, e il suo look più trasandato. Nel maggio del 1961 non si presentò nemmeno alla cerimonia della consegna dei diplomi, mandando il padre su tutte le furie. A settembre dello stesso anno allora, fu rimandato a vivere dai nonni paterni a Clearwater, per fargli frequentare lo Junior College di St. Petersburg, ma il suo rendimento scolastico calò sensibilmente ed egli diventò un habitué del Contemporary Arts Coffee-House and Gallery, noto ritrovo di artisti locali di genere beatnik. Nel 1962, mentre la famiglia si era da poco trasferita a Phoenix, in Arizona, Jim si iscrisse invece all'Università statale della Florida di Tallahassee, al corso di laurea in Arte e Psicologia, accentuando qui i suoi atteggiamenti scontrosi e sregolati, tanto che venne addirittura arrestato il 28 settembre 1963 con l'accusa di ubriachezza e disturbo della quiete pubblica, durante una partita di football americano, dopo aver altresì sottratto l'elmetto ad un poliziotto.
Nel periodo tra il 1962 e il 1964, Jim frequentò stabilmente Mary Frances Werbelow, giovane studentessa del liceo di Clearwater. Nel gennaio 1964 tuttavia, l'intera famiglia dovette tornare in California, questa volta a Los Angeles. Sebbene il padre avrebbe preferito che si dedicasse alla carriera militare, di contro Jim volle iniziare gli studi di Cinematografia presso l'UCLA, l'Università della California di Los Angeles. Dopo il dicembre 1964, Jim Morrison non vide più i suoi genitori, tagliando definitivamente i rapporti con loro, ed arrivando persino a dire che erano morti.

### La nascita dei Doors (1965)

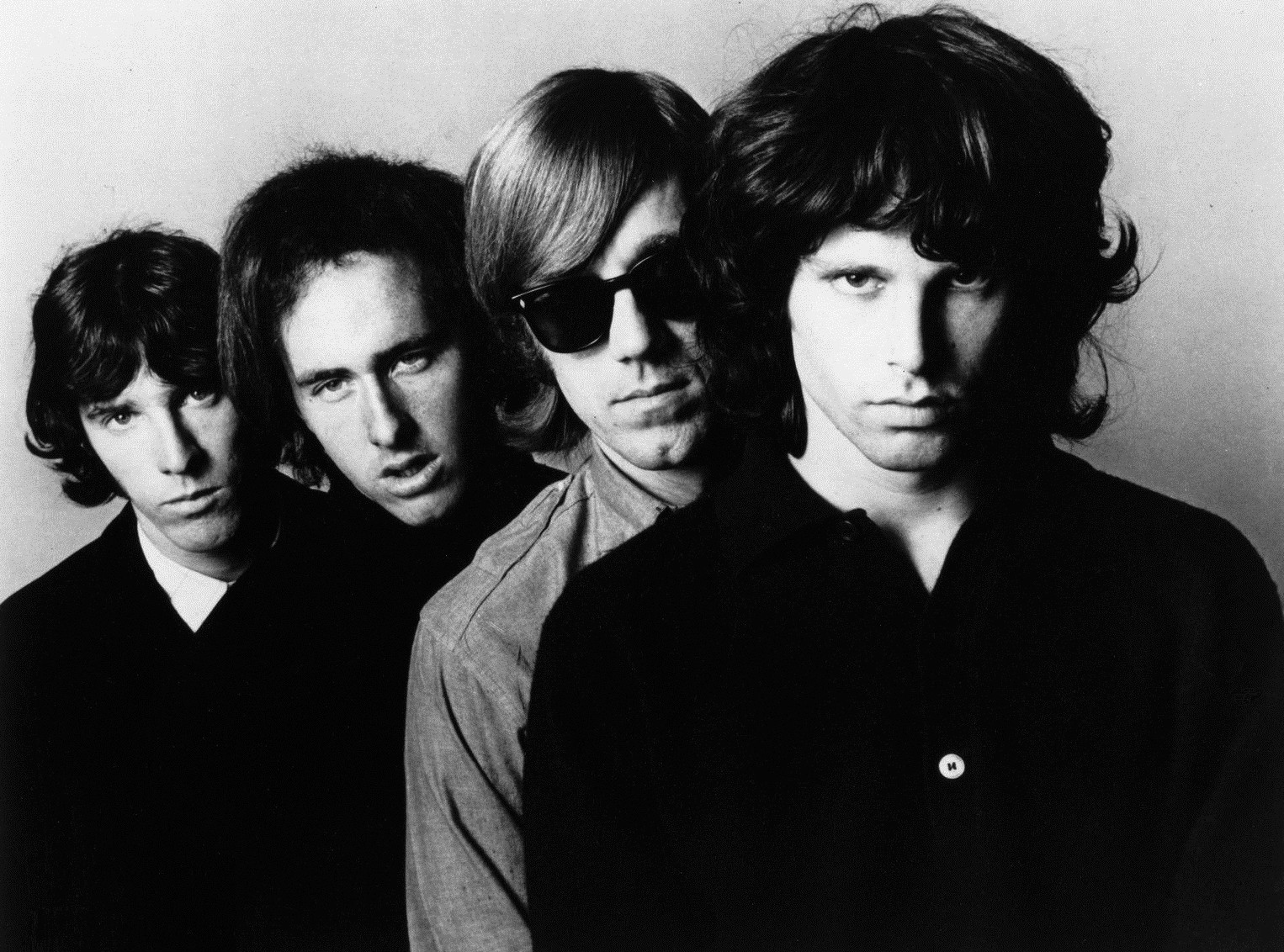
I Doors nel 1966 (foto: Elektra Records).

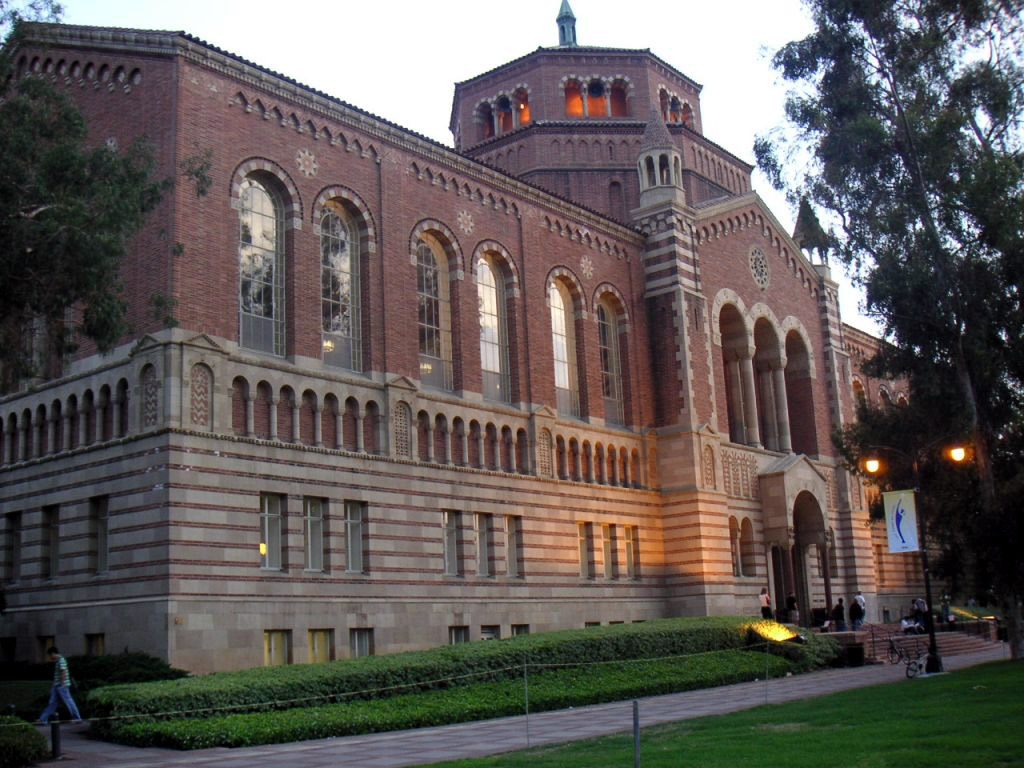
La biblioteca dell'Università, frequentata da Jim

Jim Morrison cominciò a frequentare la Facoltà di Cinematografia all'Università della California di Los Angeles già a partire dalla primavera del 1964, trovandosi una piccola stanza vicino al campus di Westwood, per poi trasferirsi al 14, Westminster Avenue, e cominciando a condurre una vita in stile bohémien. In autunno si iscrisse ai corsi universitari, dove conobbe anche Ray Manzarek, che nel luglio del 1965, sulla spiaggia di Venice Beach, propose a Morrison di formare una band, dopo averlo sentito cantare alcune delle sue prime canzoni, tra cui Moonlight Drive. Manzarek all'epoca era già un talentuoso e giovane tastierista che militava con i suoi fratelli Rick e Jim Manzarek, rispettivamente all'organo e armonica, quindi con Patrick Stonier al sax, Roland Biscaluz al basso e Vince Thomas alla batteria, in una band chiamata Rick & the Ravens, nella quale confluì anche Jim Morrison; ad agosto dello stesso anno inserirono nel gruppo anche John Densmore, già batterista dei Psychedelic Rangers, che Ray aveva conosciuto a un corso di meditazione trascendentale, quindi la bassista Patty Sullivan; in quel periodo verranno registrate solo sei canzoni "demo". I fratelli di Ray uscirono poi dalla band, seguiti da Stonier, Biscaluz e Thomas, mentre subentrò un giovane chitarrista, Robby Krieger, che Jim aveva notato perché suonava la chitarra con il collo di una bottiglia di vetro. Krieger aveva iniziato a studiare musica con lo stile flamenco, genere che lo stesso chitarrista omaggerà nella canzone "Spanish Caravan".
Il nuovo nome della band, The Doors ("Le Porte"), fu scelto già a settembre 1965 dallo stesso Jim Morrison, come citazione di una poesia di William Blake, ripresa anche dallo scrittore Aldous Huxley nel suo saggio "The Doors of Perception", un testo che approfondiva l'esperienza psichedelica, tipica dei movimenti trasgressivi giovanili dei primi anni sessanta, sotto gli effetti della mescalina.
(William Blake, The Marriage of Heaven and Hell)
Morrison dichiarò: «Ci sono cose che si conoscono e altre che non si conoscono. Esiste il noto e l'ignoto, e in mezzo ci sono Le Porte (The Doors). I Doors sono i sacerdoti del regno dell'ignoto che interagisce con la realtà fisica, perché l'uomo non è soltanto spirito, ma anche sensualità. La sensualità e il male sono immagini molto attraenti, ma dobbiamo pensare a esse come alla pelle di un serpente di cui ci si libererà.»

### I primi spettacoli (1965-1966)
Nell'ottobre del 1965 Billy James, della Columbia Records, offrì alla band un contratto a termine, ma con royalties molto basse, che non venne rinnovato. Nel frattempo Jim e altri amici dell'Università si dilettarono a fare varie esperienze "psichedeliche" attraverso lunghi viaggi nel Deserto del Mojave della California, terra di nativi americani e tramite l'assunzione di droghe allucinogene, come la mescalina-peyote. Il 23 gennaio 1966 Jim fu arrestato per aver molestato una ragazza lungo la strada e perché uno dei suoi amici, Phil O' Leno, fu abbandonato nel deserto per giorni (fu poi ritrovato in Arizona).
A partire da febbraio 1966, la band cominciò ad apparire regolarmente nei locali del Sunset Strip, la zona di Los Angeles in cui si trovavano i luoghi più importanti della scena musicale. In una di queste serate Jim conobbe Pamela Courson, che diverrà la sua compagna di vita più significativa. Ci sono varie versioni sul loro incontro: dalla più accreditata risulta che si conobbero la sera del concerto al London Fog nightclub (8919, Sunset Blvd., West Hollywood, California), il 5 maggio. Nello stesso mese la band passò al più prestigioso locale "Whisky a Go Go", sempre sul Sunset Boulevard. Da quel momento Pamela resterà accanto al cantante in quasi tutte le sue performance, fino alla morte. Con i primi incassi, Jim acquisterà anche un'auto, la famosa Nightmist Blue Shelby GT 500, soprannominata la "Blue Lady", e che si vede in alcune sue riprese. La scaletta delle esibizioni live al "Whisky a Go Go" comprendeva brani che appariranno anche nei primi due album. Il periodo al Whisky fu fondamentale nell'evoluzione del gruppo: qui il loro stile prende forma e diventa più visionario, e hanno modo di fare da spalla ai grandi nomi di quel periodo (Love, Turtles, Seeds, Them). Tuttavia, qualche mese dopo il proprietario del locale licenziò la band, scandalizzato dalla versione edipica della canzone The End. Ma nel frattempo la casa discografica Elektra Records, fondata da Jac Holzman, propose ai Doors un contratto che implicava un impegno esclusivo per sette album, che venne subito accettato. Morrison andò ad abitare con Pamela nei pressi del Laurel Canyon, a Hollywood.

### I successi (1967-1968)
Si dice che la passione di Jim Morrison per il cinema nacque nel 1955, quando, dodicenne, andò a vedere James Dean in Gioventù bruciata, celebre film di Nicholas Ray sull'irrequietezza giovanile. Fu infatti il primo film menzionato nei suoi taccuini, dove si fa cenno anche al film successivo di Dean, Il gigante. È possibile anche una certa influenza del cinema western, che imperversava in America in quegli anni. La sua prima poesia, Pony Express, ritenuta perduta ma ritrovata e pubblicata, pare fosse ispirata a un western che Jim aveva visto ad Alameda. Nel 1961 cominciò a frequentare il Contemporary, un caffè beatnik a sud di Clearwater (Florida) che proponeva film di grandi registi europei (Bergman, Godard, Vadim e Frank).
Nel 1963 Jim si iscrisse al corso di Cinema dell'Università di Los Angeles, una materia del tutto nuova per quegli anni, che comprendeva il cinema d'autore, la Nouvelle Vague francese, d'avanguardia, underground e sperimentale. Tra i docenti vi era anche il leggendario regista austriaco Josef von Sternberg, che Morrison adorava per il suo film L'isola della donna contesa, girato in Giappone nel 1953; dichiarò in un'intervista: "Mi piace quel film perché è davvero realistico. Per me i film devono essere totalmente artificiali e surreali, oppure totalmente reali e documentaristici. Più sono all'estremo di una delle due tendenze, meglio è". Fra i compagni di corso, figurava anche Francis Ford Coppola. Tuttavia, la prova per la tesi di Jim non fu brillante, e la pellicola originale fu buttata via, pare, da un giovane assistente universitario, Martin Scorsese. La pellicola di Jim proponeva immagini grottesche, incentrate sull'erotismo, la televisione, il nazismo, la droga, provocando indignazione e reazioni sconcertate. Manzarek, studente presso la stessa facoltà, trovò invece valido quel film sperimentale. Jim dichiarò: “Sono interessato al cinema perché è la forma d'arte moderna che più si avvicina all'effettivo flusso di coscienza, sia a livello onirico sia nella percezione della realtà quotidiana”.. Jim riuscirà ad ottenere soltanto il primo grado di laurea, col minimo dei voti, e andrà a ritirare il titolo di studio soltanto anni più tardi. Quell'anno girerà anche un mediometraggio intitolato Liz, una pellicola in stile warholiano su un lungo spogliarello di un'amica di Jim che alla fine rimane nuda in pose richiamanti la nouvelle vague anni venti delle prostitute francesi.
Nel 1966 Jim conobbe anche il fotografo Andy Warhol, allo Studio Factory di New York. Nel 1968, il poeta beat Michael McClure gli propose di apparire come protagonista nella trasposizione cinematografica della sua piéce teatrale The Beard, mentre John Gregory Dunne gli chiese di interpretare Panico a Needle Park; Morrison declinò in entrambi i casi. Gli verrà proposto anche il ruolo di protagonista nel film Adam at Six A.M. di Robert Scheerer, ma verrà escluso poi dal progetto dal produttore della pellicola, Steve McQueen, per contrasti mai totalmente chiariti; il ruolo verrà successivamente affidato a un giovane Michael Douglas. In quel periodo, l'artista venne anche contattato dai registi francesi Jacques Demy e Agnès Varda, che gli proposero diverse parti nei loro film: Jim accetterà di apparire come comparsa nell'unico film californiano della Varda, Lions Love. Nel marzo del 1969 fece registrare la HWY Production, una nuova casa cinematografica di cui facevano parte gli amici Paul Ferrara, Babe Hill e Frank Lisciandro, che produsse il film HWY Una pastorale americana, con Jim Morrison protagonista, in parte basato sul suo copione L'Autostoppista. Risale a quello stesso periodo Feast of Friends, un lungometraggio che documenta le esibizioni dei Doors, e che fu presentato in diversi festival (vinse il premio Atlanta Film Festival).

Quell'anno Jim lavorò con McClure alla sceneggiatura de L'Adepto, basata su uno dei romanzi di quest'ultimo. Il progetto però venne accantonato per via delle condizioni di salute di Jim. Nell'estate del 1970, Jim assistette a Cherbourg, in Francia, alle riprese de La favolosa storia di Pelle d'Asino, di Jacques Demy, dove conobbe anche François Truffaut, Catherine Deneuve e Jean Marais. La raccolta di versi e pensieri I Signori. Appunti sulla visione (pubblicata prima in forma privata, poi, nel 1970, dall'editore Simon & Schuster) contiene diverse riflessioni di Jim sul cinema, che a suo parere non derivava “da pittura, letteratura, scultura, teatro, ma dagli antichi rituali popolari. È la manifestazione contemporanea di una storia d'ombre evolutasi, il piacere di immagini in movimento, una credenza nella magia [...] Il cinema ci riporta all'anima, religione della materia, che assegna a ogni cosa la sua particolare divinità e vede dèi in tutte le cose e gli esseri”..
Nell'ultimo periodo a Parigi, Jim si portò dietro le pellicole di Hwy e di Feast of Friends, nella speranza di proiettarle alla Cinematheque. Demy e Agnès Varda gli fissarono un appuntamento col direttore per il 7 luglio, ma Jim morirà quattro giorni prima.
Il 4 gennaio 1967, l'Elektra pubblicò il primo album The Doors, che fu subito un successo e divenne uno dei dischi più venduti dell'anno assieme a Sgt. Pepper's Lonely Hearts Club Band dei Beatles. La musica dei Doors era un blues rock psichedelico originale, con le tastiere di Manzarek che davano l'impronta al sound con motivetti jazz, classici, boogie woogie e vaudeville, e con la chitarra-flamenco di Krieger (gitana, indiana, hawaiana), che duettava con le tastiere generando un'atmosfera intensa, in cui si andavano a insinuare la voce magnetica e suadente di Morrison e la batteria unica ed espressionista di Densmore il cui stile era influenzato dalle percussioni caraibiche. Fu proprio in questo periodo, inoltre, che un giovane fotografo di Brooklyn, Joel Lee Brodsky, fu chiamato per realizzare alcuni scatti di Jim in bianco e nero, tra i quali compare la famosa immagine a mezzo busto, successivamente soprannominata "Il giovane leone", che diventerà l'icona stessa del cantante. Nella primavera il gruppo partì per un tour nazionale, che toccò vari luoghi sacri del rock statunitense, come il The Matrix di San Francisco e altri della California, più l'Ondine Disco di New York. Nello spettacolo del 9 aprile al Cheetah Club di Los Angeles, Jim si esibì per la prima volta nel suo "numero della fune", ovvero la camminata lungo il bordo del palco in stile equilibrista; purtroppo, quella volta gli andò male e precipitò in mezzo al pubblico dopo un volo di tre metri (ma egli continuerà a esibirsi in questa pericolosa performance anche in seguito). Il 9 giugno, durante il concerto al Fillmore di San Francisco, Morrison fece roteare pericolosamente il microfono, finendo per centrare il promoter Bill Graham in piena fronte. Il 16 giugno, nell'esibizione all'Action House di Long Beach (New York), ubriaco fradicio, cominciò a spogliarsi, ma venne bloccato in tempo. Il giorno successivo il concerto fu interrotto perché il cantante s'infilò il microfono in bocca, producendo suoni bizzarri. Ricorda Frank Lisciandro, fotografo e suo amico dai tempi dell'UCLA:

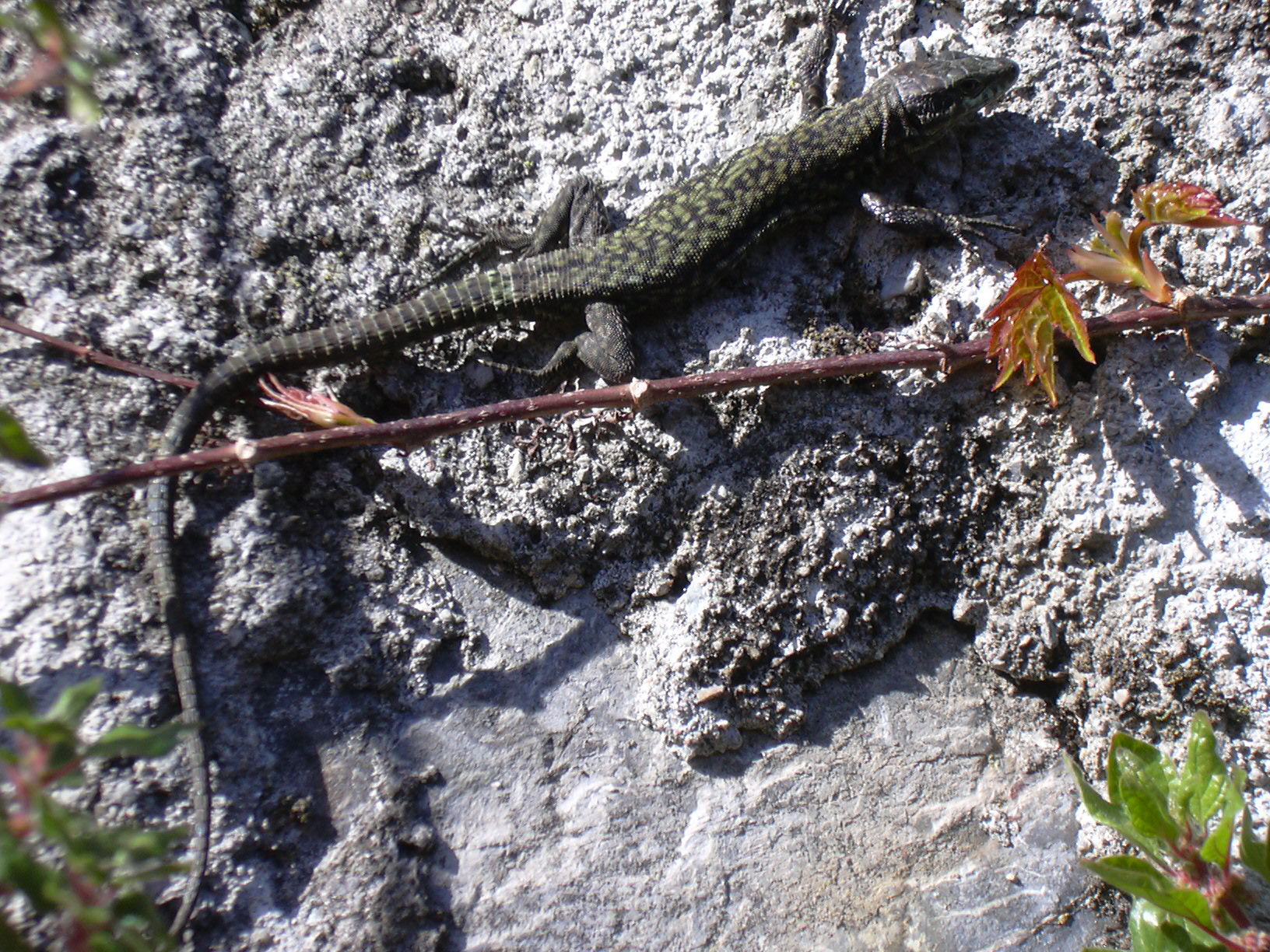
Affascinato dal mondo dei rettili e dalla cultura sciamanica, Jim Morrison era soprannominato il "Re Lucertola" (The Lizard King).

Si muoveva come un indiano d'America in una danza rituale. Sul palco Jim diventava lo Sciamano. Nel corso dell'esibizione, come un festante dionisiaco, cantava dei miti moderni, e come uno sciamano evocava un panico sensuale per rendere significative le parole di questi miti. Agiva come se un concerto fosse un rito, una cerimonia, una seduta spiritica, e lui era lo strumento per la comunicazione con il sovrannaturale. Tentava di strappare gli spettatori dai loro posti a sedere, dai loro ruoli, dalle loro menti, così che potessero vedere l'altro lato della realtà, anche solo per una breve occhiata. Il suo messaggio era: apriti un varco comunque ti sia possibile, ma fallo adesso. Spesso il messaggio era sfocato e così si perdeva tra la musica, i miti, la magia e la follia.»

#### L'Ed Sullivan Show (1967)
Il 29 luglio 1967 la canzone Light My Fire raggiunse il primo posto della classifica di Billboard, sancendo definitivamente l'ingresso dei Doors nell'Olimpo del rock. Il 17 settembre si esibirono all'Ed Sullivan Show, popolarissima trasmissione televisiva statunitense. Tuttavia, a Morrison venne chiesto di censurare la parola "higher" contenuta nel testo di Light My Fire ("...girl, we couldn't get much higher", "ragazza, non possiamo sballarci di più": "high" nello slang giovanile indica lo sballo per droga o alcol), sostituendola con "better". I Doors sembrarono acconsentire, ma durante la diretta Jim, infastidito dal tentativo di censura, la pronunciò ugualmente; i Doors verranno quindi banditi per sempre dallo show.
Nel frattempo, nell'ottobre 1967 fu la volta del secondo album, Strange Days, in cui il gruppo introdusse elementi sperimentali di musica elettronica (l'impiego del sintetizzatore Moog) e musica concreta, con la sovrapposizione di suoni preregistrati di voci umane urlanti nel caratteristico brano "Horse Latitudes". Il 20 ottobre, al Wizard's Lab, presso l'università del Michigan, Morrison provocò il pubblico di studenti snob, scatenando reazioni esasperate (al concerto era presente anche Iggy Pop che, folgorato dalla sua performance, fonderà gli Psychedelic Stooges). A novembre, i Doors si esibirono al Berkeley Community Theatre, al Fillmore, al Winterland di San Francisco e al Village Theatre di New York, i più importanti locali rock del momento.

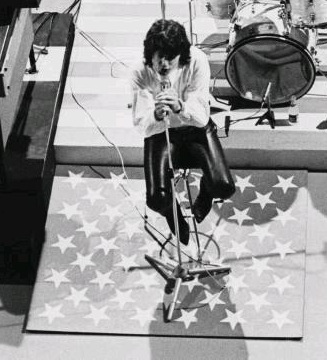
Jim Morrison in un concerto a Copenhagen nel settembre del 1968.

#### L'incidente di New Haven
Durante l'esibizione del 2 dicembre 1967 al Portland Memorial Coliseum, Jim incitò la folla a scatenarsi, e il concerto venne interrotto. Una settimana dopo invece, la sera del 9 dicembre, nel corso di un tour sulla East Coast, i Doors si esibirono all'Arena di New Haven; poco prima del concerto Jim fu colto in intimità con una ragazza nel backstage. I due furono interrotti da un agente di polizia che, non avendo riconosciuto Morrison, li invitò ad uscire. Fu lo stesso Jim a provocare l'agente, fino a che quest'ultimo non gli spruzzò addosso una bomboletta di gas accecante. Dopo l'incidente e dopo le scuse dell'agente a Morrison e alla band, Jim, amareggiato dall'accaduto, provocò gli stessi poliziotti durante il live, raccontando quello che era successo pochi momenti prima dietro le quinte e apostrofando gli agenti di polizia come "porci vestiti di blu"; lo spettacolo fu quindi interrotto e Morrison fu malmenato dagli agenti che lo arrestarono. Le sue esibizioni diventeranno sempre più sfrenate e imprevedibili. Nella primavera del 1968 la band si esibì al Fillmore East di New York, riscuotendo grande successo; in quell'occasione, Morrison disseminò fiori di giunchiglie sulla scena, poi si appese al sipario. All'esibizione di Westbury (New York), invece, manifestò atteggiamenti aggressivi, urlando e contorcendosi sul palco; anche qui il concerto venne interrotto. Infine al Nothern California Folk-Rock Festival, il 19 maggio 1968, Jim istigò il pubblico a scorrazzare liberamente sul palco, costringendo gli addetti alla sicurezza a intervenire. Nel luglio di quell'anno venne pubblicato l'album Waiting for the Sun, con un repertorio più eterogeneo dei precedenti.
Nonostante questi incidenti dal vivo, i Doors fecero segnare ovunque il tutto esaurito. Il 5 luglio 1968 ci fu il tanto atteso concerto all'Hollywood Bowl di Los Angeles, considerato l'evento rock dell'anno: Morrison fu insolitamente concentrato sulla performance e non si lasciò andare alle sue intemperanze selvagge. Il successivo 13 luglio, invece, al PNE Coliseum di Vancouver, Canada, centinaia di giovani balzarono sul palco scavalcando gli agenti e circondarono, con danze sfrenate, un conturbante Morrison dalle movenze orgiastiche. Il 2 agosto, durante lo spettacolo al Singer Bowl di New York, scoppiò il putiferio e l'arena venne devastata, mentre i Doors furono costretti ad abbandonare la scena. Il 3 agosto, nel concerto di Cleveland, Jim si tuffò fra la folla e, nella confusione che ne seguì, l'auditorium subì danni ingenti, mentre la band lasciava il palco attraversando orde invasate che esultavano euforicamente. Nell'estate del 1968, la canzone Hello, I Love You si attestò al primo posto in classifica: la fama dei Doors raggiunse l'apice e Jim continuò a portare al limite l'emotività della folla e a declamare le sue poesie. Ma l'abuso di alcol e droghe da parte del loro frontman cominciava, già da allora, a minare seriamente l'attività della band.

### Il concerto di Miami (1969)

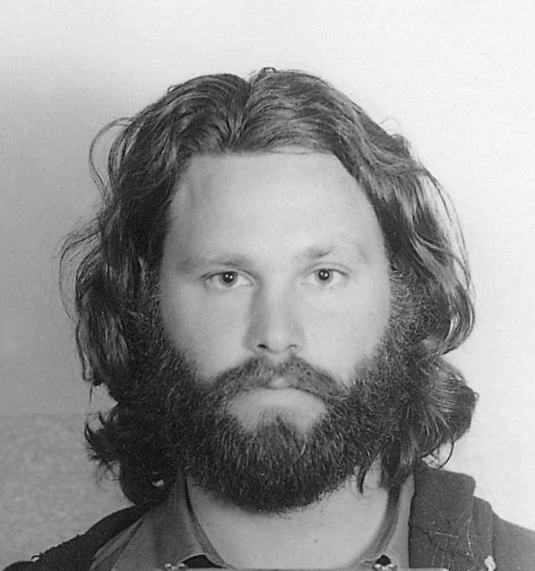
Jim Morrison in una foto segnaletica del 1970.

A settembre 1968, i Doors partirono per un lungo tour europeo, che toccò Londra, la Germania, la Danimarca e i Paesi Bassi (ad Amsterdam, Morrison, a causa dell'enorme quantità di alcool assunto, svenne sul palco e la band fu costretta ad esibirsi senza di lui). Il 7 novembre, tornati negli USA, due giorni dopo l'elezione presidenziale di Richard Nixon, i Doors vennero accusati di aver fomentato disordini al Coliseum di Phoenix, e le autorità locali li diffidarono per sempre dal ritornare. Il 24 gennaio 1969, i Doors fecero registrare il tutto esaurito al Madison Square Garden di New York, esibizione questa, che andò liscia.
Il 1º marzo 1969 si esibirono al Dinner Key Auditorium di Miami, ma Jim arrivò in ritardo e ubriaco, e il concerto degenerò in una spaventosa sommossa del pubblico, sobillato da un monologo sovversivo ed offensivo del frontman. Nella stessa esibizione, il cantante fu altresì accusato di aver mostrato i genitali al pubblico, ma non esistono fotografie che comprovino tale gesto. Per questi comportamenti, Jim fu processato e condannato il 20 settembre 1970, ma soltanto per capi d'imputazione minori, come quelli per atti contrari alla morale e per il reato di bestemmia in luogo pubblico. Fu invece prosciolto dalle accuse di ubriachezza molesta e dal reato di oscenità. Questo episodio suscitò grande scalpore e decretò, di fatto, l'inizio del declino dei Doors, e numerose date successive furono annullate. I capi di imputazione di questo incidente decaddero soltanto 41 anni dopo, nel 2010, per "grazia postuma" concessa dal Governatore della Florida, Charlie Crist.

#### The Soft Parade
Nel luglio del 1969 uscì il quarto album, The Soft Parade, che tuttavia non riscosse il successo dei precedenti a causa dell'allontanamento in certi brani dal suono grezzo tipico della produzione Doorsiana e l'inserimento di strumenti affini alla musica orchestrale come fiati ed archi. In quei giorni morì anche Brian Jones, co-fondatore dei Rolling Stones, e Jim Morrison gli dedicherà una lunga, commossa poesia, che distribuirà lui stesso ai presenti al concerto presso l'Aquarius Theater di Los Angeles.
A partire dall'estate 1969, per Morrison inizierà un lento degrado fisico, dovuto all'abuso di droghe e alcool; il cantante inizierà anche ad ingrassare. Il 27 luglio dello stesso anno, al Festival Pop di Seattle, Jim provocherà ripetutamente gli spettatori, poi, illuminato da un riflettore rosso, assumerà la posizione del crocifisso per diversi minuti, davanti ad un pubblico sconcertato.
In quel periodo, la sua consuetudine di frequentare altre ragazze oltre a Pamela lo fisserà soprattutto su donne come la ballerina Jo Jo Laine, Ingrid Thomson, con le quali si racconterà che egli avesse compiuto riti neopagani o, comunque, avesse preso parte a festini a base di droga e alcool. In questo contesto, la sua attenzione ricadrà soprattutto sulla
giornalista e scrittrice Patricia Kennealy. Si tratta dell'apice del delirio psichedelico del cantante, il quale asserì di voler ripetere le esperienze di tipo "sciamanico" che aveva avuto, in passato, nel deserto (l'album The Soft Parade contiene il brano Shaman's Blues).
Tra i suoi soprannomi, si possono ricordare Mr. Mojo Risin (anagramma del suo nome, peraltro ripetuto come un mantra nella parte finale della canzone L.A. Woman), oppure anche Re Lucertola (da un verso della sua poesia Celebrazione della Lucertola, "I'm the Lizard King, I can do anything", parte della quale appare nel brano Not to Touch the Earth, contenuto nell'album Waiting for the Sun). Per i suoi eccessi, Morrison fu anche paragonato a una sorta di moderno "Dioniso", l'antica ed errante divinità greca dell'ebbrezza, del delirio e della liberazione dei sensi.
Il giorno 11 novembre 1969, infine, Morrison fu incarcerato per qualche giorno, per un acceso diverbio con l'amico Tom Baker durante la partenza di un volo diretto a Phoenix, ancora con l'accusa di ubriachezza e condotta molesta; al processo dell'aprile 1970 entrambi gli imputati verranno assolti.

### Il declino (1970-1971)

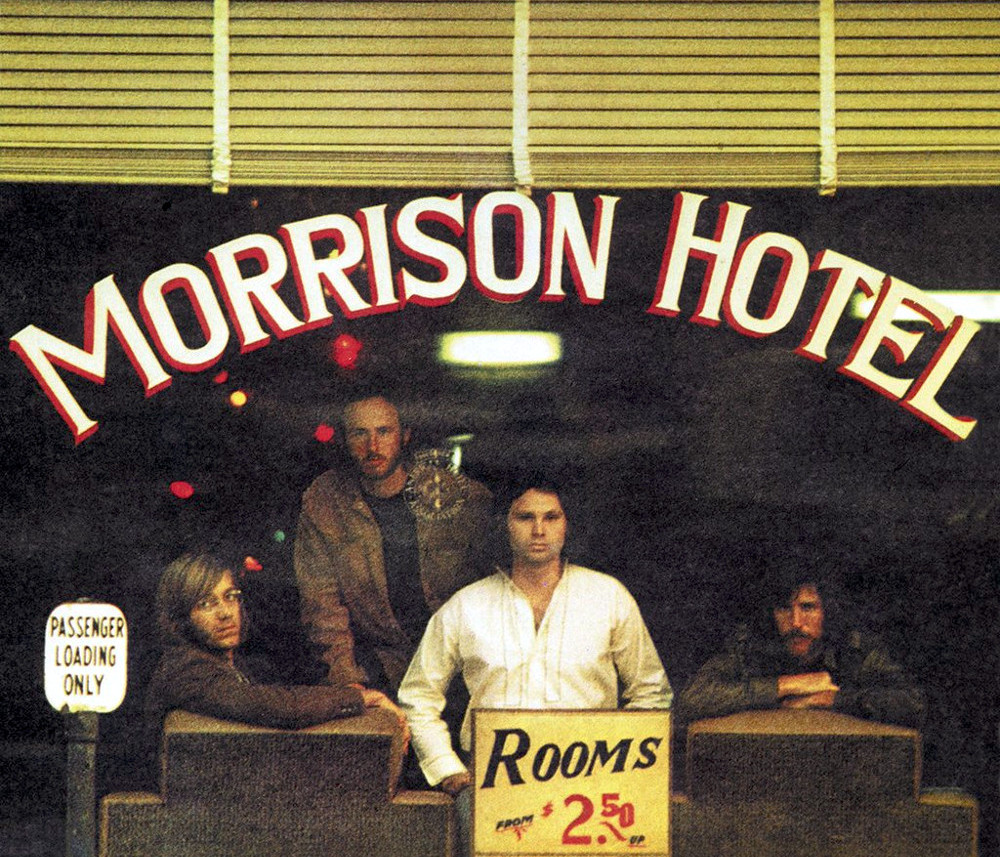
Copertina dell'album Morrison Hotel

All'inizio del 1970, i Doors riuscirono a fissare quattro concerti di grande successo al Felt Forum di New York, un impianto di piccole dimensioni all'interno del Madison Square Garden. A febbraio, venne pubblicato l'album Morrison Hotel, contenente la celebre Roadhouse Blues. Tuttavia, in primavera, lo stato di Jim peggiorò, sia dal punto di vista fisico sia da quello mentale: l'uso di droghe allucinogene, miste soprattutto a superalcolici, era aumentato, e il cantante era ulteriormente ingrassato. Nei due concerti di aprile, quello all'Arena di Boston e al Cobo Arena di Detroit, diede anche in escandescenze, litigando furiosamente con gli organizzatori.
Nel giugno 1970 Morrison, che nel frattempo aveva cambiato look facendosi crescere la barba, partecipò a una cerimonia handfasting, dove "sposò" con rito neopagano, Patricia Kennealy, anche se, "probabilmente non la considerò molto seriamente", come la stessa Kennealy dichiarò successivamente in un'intervista. Si pensa che le effettive proporzioni di questa relazione siano state ingigantite dalla stessa Kennealy. La relazione "storica" più costante e duratura del cantante fu, invece, quella con Pamela (22 dicembre 1946 - 25 aprile 1974), definita dallo stesso Jim la "compagna cosmica": egli la citerà come unica erede nel testamento, e Pamela lo seguì fino alla fine nel suo "esilio parigino", anche se morirà anche lei, quasi sicuramente a causa di un'overdose, soltanto tre anni dopo di lui.
Nonostante il peggioramento di salute, comunque, nell'estate 1970 Jim riuscì a terminare tutti i concerti del "Roadhouse Blues Tour", che toccò molte località degli Stati Uniti d'America, comprese le Hawaii, e poi il Canada, Londra e Parigi. A luglio uscì anche l'album Absolutely Live, come testimonianza dei concerti di quel periodo. Il 30 agosto i Doors suonarono al Festival dell'Isola di Wight. Il declino di Jim, tuttavia, porterà a cancellare molte date successive, in particolare quelle da settembre in poi. Inoltre, nei primi giorni di settembre la band fu convocata per l'udienza per i famosi reati di Miami dell'anno prima, in cui Jim verrà condannato a sei mesi di carcere, mai scontati a causa del ricorso in appello alla Corte Distrettuale americana.
L'11 dicembre 1970 ci fu il concerto al State Fair di Dallas, mentre il giorno dopo, il 12 dicembre, fu la volta del Warehouse di New Orleans, in Louisiana; questa fu l'ultima apparizione pubblica di un Jim assolutamente stravolto: a metà concerto cominciò a biascicare frasi senza senso e crollò più volte a terra, danneggiando il palco con l'asta del microfono (dell'evento vi sono, tuttavia, testimonianze discordanti). Dopo quella data, gli altri componenti dei Doors decisero di interrompere tutti i concerti dal vivo e dedicarsi al solo lavoro in studio.

### Il periodo a Parigi e la morte (1971)

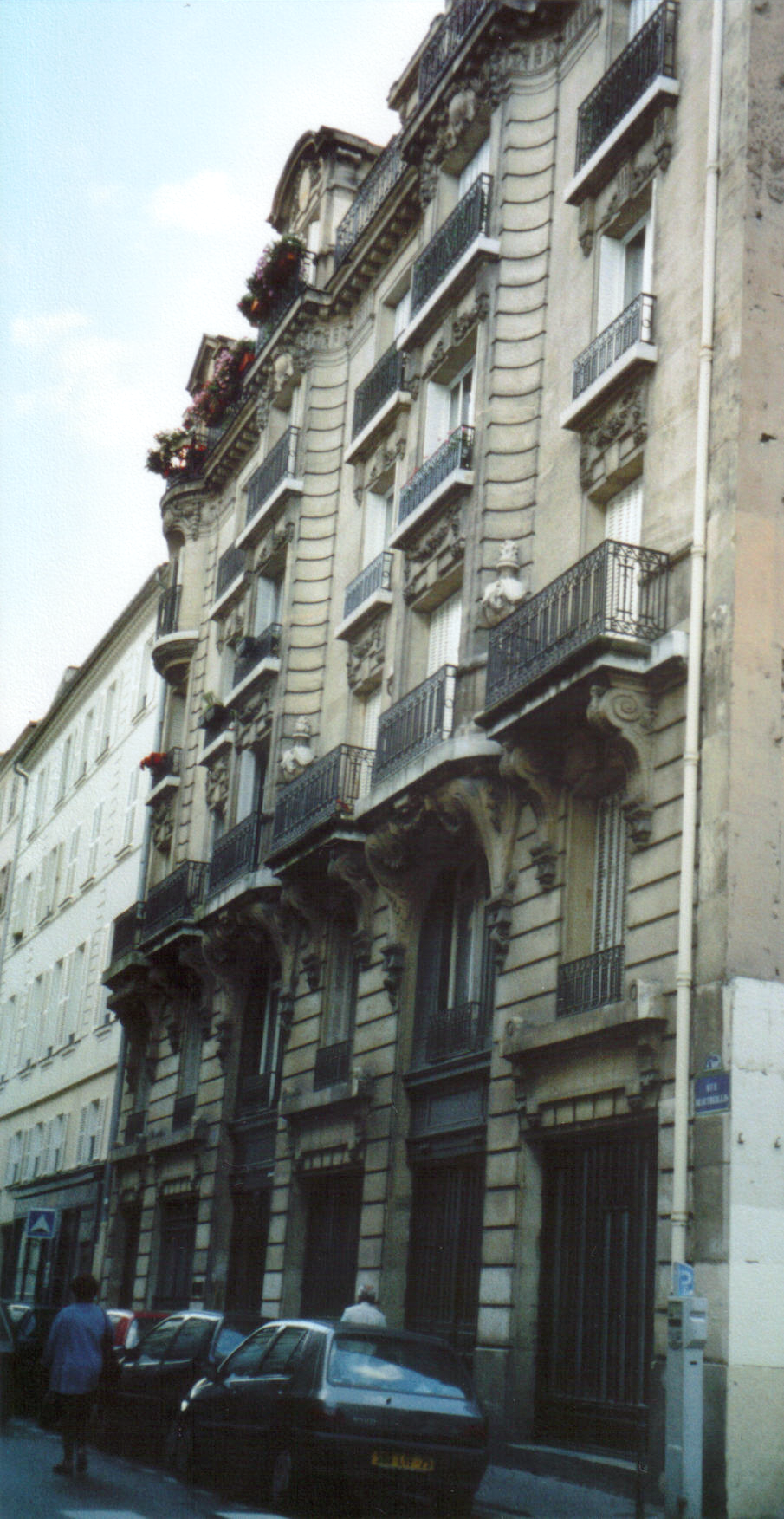
La casa abitata da Morrison a Parigi in rue Beautreillis 17, nel Marais, al terzo piano.

Il 15 febbraio 1971, intanto, Pamela si trasferì temporaneamente a Parigi, dove aveva un giro di amicizie europee, mentre Jim la raggiunse il 12 marzo, prima dell'uscita dell'album L.A. Woman, l'ultimo registrato dai Doors.. L'intenzione di Jim era quella di dedicarsi solo alla poesia, anche se portò con sé da Los Angeles due pellicole dei suoi lungometraggi, tra cui l'incompiuto Highway, che egli voleva completare con la nota regista franco-belga Agnès Varda, conosciuta in Francia l'anno prima durante delle riprese al Castello di Chambord, nella Loira.
I primi giorni, i due alloggiarono all'Hotel George V, vicino agli Champs-Élysées, per poi trasferirsi nell'alloggio di un'amica, la modella Elizabeth Lariviere, al terzo piano di un palazzo di Beaux Arts del XIX secolo, al n. 17 di rue Beautreillis, nel quartiere di Saint Paul-Le Marais. Nelle prime settimane Jim scrisse innumerevoli appunti, poesie e vari scritti, sia in casa sia esplorando le vie circostanti, Lungo-Senna Quai Des Celestins, Île Saint-Louis, Île de la Cité, Place des Vosges.
Ai primi di aprile Jim cominciò ad accusare crisi d'asma e problemi di respirazione, arrivando anche a tossire sangue mentre le sue condizioni si aggravavano lentamente per l'abuso di alcool e per il fumo. Su consiglio dei medici, Morrison decise di fare un viaggio in climi tropicali più salubri e partì con Pam per un breve viaggio in Marocco (Casablanca, Tangeri, Marrakech). I due ritornarono a Parigi il 3 maggio, alloggiando all'Hotel 13, rue des Beaux Arts, lo stesso albergo dove morì Oscar Wilde. Due settimane dopo tornarono a stabilirsi nella casa di rue Beautreillis, anche se durante il giorno facevano vite pressoché separate. Mentre Pam, con i soldi avuti da Jim, girovagava cercando eroina nei salotti parigini, insieme a una vecchia conoscenza che era anche il suo pusher, il ricco Jean de Breteuil, ovvero "il Conte", Jim girava per locali e bar, tra cui lo storico Café de Flore (172, Boulevard Saint-Germain), dove frequentò per alcuni giorni la modella, attrice e cantante Zouzou, al secolo Daniéle Ciarlét (ex-fidanzata di Brian Jones). Pam stessa giunse a fissare gli appuntamenti di Jim al Café con Zouzou, per venire poi congedata da Jim con dei soldi; dopo circa un'ora o un'ora e mezza, Pam ritornava al Café, e se ne andava via con Jim.
A inizio giugno, sulla scalinata della basilica del Sacro Cuore assieme all'amico Alain Ronay, fotografo, Jim notò in lontananza una collina con costruito qualcosa, e chiese all'amico cosa fosse. L'amico gli disse che si trattava del cimitero di Père-Lachaise, ultima dimora di tanti intellettuali e artisti. Probabilmente Jim visitò il cimitero a fine mese.
Il pomeriggio di domenica 27 giugno, su invito di Pam, venne a trovarli a casa un'amica di lei, la stilista Tere Tereba, giunta da Los Angeles. Jim apparve rilassato, le disse di aver perso peso come conseguenza dell'aver smesso con gli alcolici e di aver scritto parecchio, poi parlarono delle meraviglie di Parigi e di progetti di viaggi futuri. Per cena, su proposta di Tere Tereba, si recarono a piedi in Boulevard du Montparnasse, al raffinato ristorante La Coupole, dove Jim avrebbe rivelato di aver ricevuto proposte per recitare in un paio di film, e di avere intenzione di mostrare al pubblico parigino i propri film, da lui girati amatorialmente. Ritornando a casa, si imbatterono in una manifestazione studentesca a Place St. Michel; Jim disse a Tere Tereba che non sarebbe tornato a Los Angeles prima di settembre.
Il mattino seguente, lunedì 28 giugno, Pam, Jim e l'amico Alain Ronay, alla guida della propria autovettura, fecero una breve gita a 20 km circa a nord di Parigi, prima a Chantilly e poi a Saint-Leu-d'Esserent, dove Ronay, all'esterno dell'Auberge de l'Oise, in cui avevano pranzato, scattò alcune foto dei due, le ultime che immortalarono Jim vivo. Giovedì 1º luglio Jim venne notato da due studenti tedeschi cenare con Pam, con aria depressa, al ristorante di fronte a casa Le Beautreillis, dando nell'occhio per un litigio in cui lei lo chiamò per nome e cognome, e poi attorno alle 23 un fan americano lo notò mentre da solo beveva del Bordeaux e mangiava un croque-monsieur al vicino bar Le Mazet, in rue St. André des-Arts.
Venerdì 2 luglio Jim, attorno all'ora di pranzo, uscì e andò a dettare un telegramma telefonico all'editor della casa editrice Simon & Schuster di New York Jonathan Dolger, il quale era in procinto di ripubblicare in edizione tascabile il suo libro di poesie The Lords and The New Creatures, comunicandogli la volontà di non apporre più in copertina l'ormai iconica foto di Joel Brodsky che lo rappresentava giovanissimo e bellissimo, ma un più recente scatto di lui con la barba eseguito da Edmund Teske. Depresso e silenzioso, passò il seguente pomeriggio con l'amico Alain Ronay: pranzarono in Place des Vosges, per poi girare per locali fin quasi a sera, con l'ultimo drink in Place de la Bastille. Ronay dichiarò di aver salutato Jim per l'ultima volta nella stessa piazza prima di scendere nella metropolitana, descrivendolo tormentato dalla tosse e dal singhiozzo, gonfio e con un brutto aspetto; scendendo le scale, si era voltato per dargli un'ultima occhiata. Secondo la versione ufficiale, Pam dichiarò che in seguito quella stessa sera Jim era uscito da solo per cenare, poi era ritornato per andare con lei in rue Buffault (distante oltre 3 km e mezzo) per vedere il film western psicologico consigliato da Alain Ronay Notte senza fine, di Raoul Walsh, nel cinema d'essai Action La Fayette, che lo proiettava in lingua originale con i sottotitoli francesi; poi entrambi erano rientrati, fermandosi prima ad un ristorante cinese aperto in tarda ora in rue Saint-Antoine, dove Jim mangiò pollo in agrodolce. Attorno all’una giunsero a casa. Si misero ad ascoltare dei dischi dei Doors: Jim sedette con davanti a sé un taccuino nell'attesa di ispirazione, sorseggiando di tanto in tanto una bottiglia di whisky, mentre Pamela lavò dei piatti sporchi, e poi si mise a preparare strisce di eroina in polvere, droga che Jim odiava ma che quella notte inalò con lei, forse perché Pam gli aveva fatto credere fosse cocaina. Guardarono anche i loro filmini vacanzieri in Super 8; Pam andò a letto attorno alle 2:20, Jim non molto tempo dopo, lasciando suonare l'ultimo disco fino alla conclusione.
A notte fonda, dopo le 3.30 o forse alle 4, Pam si svegliò, sentendo Jim avere il respiro pesante e rantolare; cercò di svegliarlo scuotendolo, ma invano; gli diede allora degli schiaffi, e Jim si svegliò, inizialmente non sapendo dove si trovasse. Poi egli rifiutò la proposta di Pam di chiamare un medico e decise invece di farsi un bagno caldo. Pam lo accompagnò e aiutò a entrare nella vasca da bagno, poi tornò a dormire, per risvegliarsi brevemente poco dopo, senza che Jim fosse ritornato a letto. Lo trovò nella vasca con del sangue che usciva dal naso; al suo arrivo le disse che aveva la nausea e stava per vomitare, così lei corse in cucina a prendere una pentola per raccogliere il vomito, che era composto da cibo seguito da grumi di sangue; Pam poi ripulì la pentola. Jim, sempre assistito da Pam, ebbe altri due fiotti di vomito; sempre rifiutando il medico, sembrò stare meglio, dicendo a Pam di sentirsi strano ma non malato, e di tornare a letto perché presto l'avrebbe raggiunta; lei, avendo notato del colore riaffiorargli sul viso impallidito, ripulita per la terza volta la pentola tornò a letto rassicurata. Alle 8 circa, Pam si alzò dal letto per recarsi in bagno, dove scoprì il corpo esanime di Jim ancora immerso nell'acqua della vasca, ancor calda, con gli occhi chiusi. Notandogli sul viso reclinato un leggero sorriso credette inizialmente a uno scherzo e gli disse di smetterla perché le stava facendo paura, ma poi notò una traccia di sangue scesa dalla narice destra; da sola e sconvolta lo scosse, inutilmente; poi cercò di tirarlo fuori dalla vasca, senza riuscirci; successivamente non parlando ancora bene il francese chiamò, come racconterà in seguito, la casa della regista Agnès Varda in rue Daguerre per parlare con Alain Ronay, che alloggiava da lei; rispose lo stesso Ronay, a cui Pam piangendo disse di non riuscire a svegliare Jim nella vasca e di credere che stia morendo. Ronay andò a svegliare Varda, la quale alle 9.21 chiese telefonicamente l'intervento dei vigili del fuoco (che si occupavano anche di emergenze mediche) in rue Beautreillis, senza rivelare, su indicazione di Ronay, che la persona in pericolo fosse una celebrità. Una pattuglia venne quindi inviata per "asfissia o soffocamento" di una persona non specificata, e arrivò prontamente alle 9.24. Il pompiere Alain Raisson e la sua squadra ascoltando le indicazioni di Pam sollevarono Jim e lo portarono in salotto; adagiatolo sul pavimento, Raisson tentò inutilmente di rianimare il musicista con il massaggio cardiaco. Poi adagiarono il corpo sul letto. Giunsero anche, in macchina, Agnès Varda e Alain Ronay, quest'ultimo rifiutando di vedere il corpo, sul quale venne adagiata una coperta. Alle 9.45 giunse con alcuni agenti l'ispettore di polizia Jaques Manchez, e di conseguenza la squadra dei vigili del fuoco se ne andò; Manchez esaminò l'appartamento e il corpo, e raccolse la deposizione di Pam (con Ronay che faceva da interprete) e dei presenti. Pam molto probabilmente ricevette poi una telefonata dal Conte de Breteuil, a cui divulgò la notizia. I tempi si dilatarono, e alle 2.30 del pomeriggio nel municipio del 4° arrondissement ad opera degli impiegati Michel Gagnepain e Annie Jacqueline Françoise Tarin in Moreno venne redatto il certificato di morte, attribuito a uno "scrittore" dal doppio cognome Douglas Morrison e di nome James. Soltanto attorno alle 18 arrivò il medico legale Max Vassille. L'ispettore Manchez avvertì Ronay che sarebbe dipeso dall'opinione del medico se aprire un'inchiesta o meno. Il professor Vassille, dopo un frettoloso esame del cadavere volto ad escludere eventuali traumi e buchi di siringa alle braccia e apprese da Ronay le cattive condizioni di salute di Jim, il suo essere fiacco e dolorante e il suo abuso di alcool (Ronay negò uso di droghe), ne dedusse un problema alle coronarie e redasse nel "Rapport médico-légal" che la morte del cantante era avvenuta attorno alle 5 di mattina per infarto e relativo arresto cardiaco, probabilmente dovuti allo sbalzo di temperatura del bagno caldo.
Da quel pomeriggio stesso, per evitare clamore mediatico, Varda e Ronay decisero di non divulgare la notizia, persino inventando scuse a chi telefonava (come l'amico giornalista Hervé Muller, che telefonò in quei momenti, al quale Ronay disse che Jim e Pam erano usciti, e in seguito altri colleghi giornalisti, ai quali Pam disse che Jim era in una clinica fuori Parigi), anche se il Conte de Breteuil stava già facendo circolare la voce nei locali. Anche l'ambasciata statunitense non divulgò la notizia. Il giorno dopo, domenica 4 luglio, Varda si occupò di organizzare una veglia funebre privata, facendo allestire la bara nel soggiorno dell'appartamento dove Jim morì. Nel frattempo il discografico e promoter Clive Selwood, venuto a sapere in Inghilterra dalle telefonate di tre giornalisti francesi della voce che circolava a Parigi, verso sera aveva avvertito telefonicamente il giovane impresario dei Doors a Los Angeles Bill Siddons (con la moglie accanto che, uditi gli squilli, aveva presagito la morte di Jim), chiedendogli conferma; Siddons non ne sapeva nulla, perciò telefonò a Pamela, che non rispose; riprovò dopo circa mezz'ora ed ebbe risposta: Pam dopo iniziale reticenza, con Siddons che le dovette dire che le stava parlando da amico, piangendo gli rivelò tutto. Siddons prenotò telefonicamente il primo volo per Parigi, poi telefonò a Ray Manzarek rivelandogli la notizia: il tastierista si disse incredulo poiché già altre volte era circolata quella voce, e affermò che senza prove non avrebbe creduto. Siddons telefonò poi ai migliori amici di Jim: Frank Lisciandro (il quale aveva già programmato di recarsi a Parigi con sua moglie a trovare Jim) e Babe Hill, riuniti per il pranzo del Giorno dell'Indipendenza a casa del primo, e andò a trovare gli altri due componenti della band per portare la notizia. Il giorno dopo, lunedì 5 al mattino, salì sull'aeroplano, e attorno alle 6.30 (ora di Parigi) di martedì 6 luglio atterrò nella capitale francese e prese un taxi per rue Beautreillis, dove trovò la bara già chiusa.
Dopo aver vagliato senza successo alcuni cimiteri di campagna, Varda e gli altri decisero di farlo seppellire presso il vicino cimitero di Père-Lachaise, poiché uno dei pochi aperti a stranieri, ivi compresi molti artisti morti a Parigi, tra cui i tanto imitati poeti maledetti del Decadentismo, come appunto Oscar Wilde. Il tutto prima che la notizia divenisse di dominio pubblico. La sepoltura di Jim Morrison avvenne alle 9 del mattino di mercoledì 7 luglio, nella seconda fila del settore n. 6, alla confluenza con i settori 5-14-16, senza rito religioso e senza lapide. La cerimonia fu molto breve, solo 8 minuti, senza nemmeno aspettare il termine dell'inumazione, ed alla presenza di pochissimi: Bill Siddons, Alain Ronay, Pamela Courson, Agnès Varda e la canadese Robin Wertle, la segretaria di Jim a Parigi. Pamela, seguendo una volontà espressa in passato dallo stesso Jim, recitò qui i versi finali del poema Celebrazione della Lucertola:
(Jim Morrison)
Infine gettarono alcuni fiori sulla bara già calata nella fossa e se ne andarono, lasciando ai becchini il compito di seppellirla.
Il giorno seguente, giovedì 8, Pamela ripose in una piccola scatola metallica tutti gli scritti di Jim (taccuini e fogli) e la marchiò con la scritta 127 Fascination Box, e col manager Bill Siddons salì su un volo per Los Angeles.
Venerdì 9, di prima mattina, il manager Bill Siddons a Los Angeles divulgò ufficialmente la notizia della morte di Jim Morrison con un comunicato stampa: la morte era avvenuta in pace a Parigi per cause naturali, conseguenza di un problema respiratorio, ed era stata tenuta segreta per evitare le atmosfere caotiche, definite addirittura circensi, che avevano accompagnato le recenti morti di Jimi Hendrix e Janis Joplin. Per alcuni giorni l'ufficio dei Doors fu inondato da chiamate telefoniche e lettere di ammiratori che esprimevano il loro dolore, a cui Frank Lisciandro e altri rispondevano. Circa una settimana dopo Frank Lisciandro si recò con sua moglie a Parigi a visitare la tomba, che trovarono segnata da una lastra metallica con il cognome scritto con una sola r.
Nei primi anni settanta, il padre George Morrison e gli altri familiari disposero la costruzione di una prima lapide e un piccolo recinto, entrambi in pietra. Tuttavia, la figura del cantante rock divenne quasi subito un vero e proprio mito, tanto che la sua tomba divenne incessante meta di pellegrinaggio di fan, visitatori, curiosi e turisti, con conseguente accumularsi di rifiuti e scritte sulla tomba stessa.
Fu quindi deciso per una nuova lapide, più spessa e sempre in pietra: al decennale della sua morte, nel 1981, lo scultore croato Mladen Mikulin creò un busto marmoreo di Jim, che fu posizionato sulla lapide, ma la tomba fu nuovamente deturpata negli anni con vernice, rossetto e graffiti da parte dei fan, ed il busto fu addirittura trafugato nel 1988.
Per l'avvicinarsi del ventennale della morte, nel dicembre 1990 fu il padre ammiraglio George Stephen Morrison a fare nuovamente riaccomodare la tomba, con nuova cinta e blocco di granito grigio, con affissa una lastra di bronzo recitante la frase in greco antico "Κατα τον δαιμονα εαυτου", ovvero "fedele al suo spirito". Nel marzo 1991 entrambi i genitori visitarono la tomba del figlio. Nel 1995, gli eredi fecero ripulire nuovamente la tomba e quelle circostanti, stanziando un fondo per un sistema di sorveglianza permanente. Per il quarantennale della morte nel 2011, l'area cimiteriale della tomba fu transennata, e vi fecero visita due ex-Doors, Ray Manzarek e Robby Krieger. L'area cimiteriale della tomba fu transennata anche nel 2021, per l'afflusso di turisti al cinquantennale della morte.

### Dopo la morte: altre ipotesi e illazioni
A ventisette anni, Jim, trovò così la decantata fine ("This is the end..."), lasciando in testamento tutto ciò che aveva alla sua amata Pam, inclusa l'ingente mole di manoscritti e taccuini, anche se molto del materiale letterario rimase per lungo tempo a Parigi, quando lei ripartì per Los Angeles nella stessa estate 1971. Nel novembre dello stesso anno fu concordato, in sede legale, il dettaglio di tutta la ripartizione dell'eredità del cantante, soprattutto sulla questione dei diritti d'autore dei Doors. Alla morte di Pam nel 1974 poi, la sua parte di eredità confluì al fratello e alla sorella Morrison. I Doors superstiti invece, realizzarono altri due album come trio, per sciogliersi definitivamente nel 1973. Per il trentennale della sua morte, nel 2001, fu pubblicato un DVD, The Doors - 30 Years Commemorative Edition, mentre per il quarantennale del 2011 Manzarek e Krieger, con Dave Brock alla voce, organizzarono un tour mondiale per onorare l'amico scomparso.
Sulla morte del poeta-cantante si fece un gran parlare della maledizione del famigerato Club 27: ben quattro grandi artisti – Brian Jones (che morì esattamente due anni prima di Morrison, il 3 luglio 1969), Jimi Hendrix, Janis Joplin e, appunto, Jim Morrison – erano morti prematuramente nell'arco di due anni, in circostanze tragiche e tutti e quattro a 27 anni.
La morte di Jim Morrison rimane tuttora avvolta nel mistero, per alcuni motivi: le ultime ore di vita si basarono soltanto sulle testimonianze di Pamela, la quale fece anche trascorrere un insolito tempo nello scoprire il cadavere e nel chiamare al telefono. Inoltre, non solo le indagini furono sommarie e il medico legale pare fosse giunto in ritardo, ma questi fece altresì una relazione clinica piuttosto superficiale: non furono né approfondite le cause dei lividi, parlando semplicemente di un arresto cardiaco, né fu eseguita nessuna autopsia o esame tossicologico; le indagini furono frettolosamente chiuse qualche giorno dopo con la firma dell'autorizzazione alla sepoltura ed infine la notizia ufficiale della morte fu diffusa soltanto a funerale avvenuto.
Alcuni sostengono, addirittura ancor oggi, che Jim Morrison non fosse nemmeno morto, ma che avesse inscenato la sua scomparsa per sottrarsi alla pressione della popolarità. Si ipotizzò anche di un suo spostamento in Africa, seguendo così le orme del leggendario poeta Rimbaud; in effetti, all'inizio del 1967 Jim propose ai Doors di inscenare la sua morte per crescere di notorietà, inventando il soprannome “Mr Mojo Risin” per contattare l'ufficio una volta che fosse arrivato nel continente nero. Bill Siddons e Steve Harris, assistente di Jac Holzman, non esclusero questa ipotesi, complice anche il fatto che Siddons non vide mai il cadavere di Jim, poiché giunse il giorno dopo a Parigi a bara già chiusa. Nel corso di un'intervista rilasciata nel 2008 all'inglese Daily Mail, Manzarek raccontò che nel 1970 Jim avrebbe fantasticato sull'intenzione di simulare la propria morte per trasferirsi alle Seychelles, dando nuovo vigore a nuove leggende metropolitane.
Vi furono poi i sostenitori di un complotto per il quale, invece, la finta morte di Jim fu orchestrata dalla CIA, così come la morte di Hendrix, Jones e Joplin, in quanto ritenuti artisti scomodi; questi rockers infatti avevano di fatto influenzato notevolmente l'allora contro-cultura dei giovani pacifisti americani (il movimento "hippy"), oltre che il dissenso dell'opinione pubblica in merito alle politiche di Nixon come, ad esempio, i finanziamenti per la guerra del Vietnam.
Nel corso degli anni furono fatte altre congetture, soprattutto in merito alla causa della morte, ritenuta non credibile: lo scrittore William Burroughs disse di considerarla "...una storia assurda, inverosimile", e che la vera causa fosse invece un'overdose di eroina e/o cocaina, tesi sostenuta anche da Siddons, il quale raccontò che Jim, nonostante fosse diffidente ad aghi ipodermici e droghe pesanti, era tuttavia incline a "sperimentare".
Ad eventuali illazioni, il medico legale Vassille dichiarò che le testimonianze della Courson e di Ronay furono molto accurate – e nell'immediato non potevano essere smentite – ed era probabile che Jim Morrison fosse morto per attacco di cuore provocato da coaguli di sangue nell'arteria cardiaca. Vassille inoltre non notò nessun segno di iniezioni sul corpo, ma gli fu risposto che tali droghe potevano assumersi anche per inalazione o fumo, ed il loro effetto mortale amplificarsi con l'alcool. L'ipotesi della morte per droga fu sostenuta soprattutto dal nutrito giro di amicizie tossicodipendenti della coppia. Jim frequentava spesso il night-club "Rock 'n' Roll Circus", noto luogo di ritrovo degli eroinomani parigini e, sia la loro amica, Elizabeth Lariviere, che
Daniéle "Zouzou" Ciarlét, ribadirono questa ipotesi in più interviste. La cantante Marianne Faithfull raccontò che il "Conte" e allora fidanzato Jean de Breteuil “...era spaventato a morte. Jim Morrison era morto di overdose, e la droga l'aveva fornita lui. Jean si vedeva come il pusher delle star, e a un certo punto eccolo ridotto come uno spacciatore da strapazzo nei guai fino al collo...”. I due infatti, partirono immediatamente a luglio 1971 per il Marocco, dove De Breteuil morì circa un anno dopo, per un'overdose. Nell'estate 2014, la Faithfull ribadì ancora questa tesi alla rivista Mojo, ammettendo che fu proprio De Breteuil a fornire accidentalmente la dose di eroina letale.
Un'altra ipotesi ancora sostenne che Jim, la notte tra il 2 e 3 luglio 1971, fosse in giro da solo. Secondo il proprietario del Circus, Sam Bernett, Jim apparve nel suo bar in tarda serata e, dopo aver bevuto birra e vodka, fu ritrovato dai dipendenti del club intorno alle 3 di notte, accasciato e chiuso nel bagno del locale. Visti i segni di schiuma e sangue alla bocca, e la conseguente presunta morte per overdose, decisero di nascondere l'accaduto trasportando il corpo di Jim attraverso dei passaggi sotterranei che davano sul vicino ristorante Alcazar, per poi trasportarlo alla casa di rue Beautreillis e posizionarlo nella vasca da bagno. A suffragare questa tesi fu anche la testimonianza di una stessa cliente del Circus, Nicole Gosselin, la quale affermò che il corpo di Jim "...fu portato fuori di peso, perché probabilmente già morto...", passando dal retro del locale. La Gosselin dichiarò di conoscere il pusher che gli avrebbe fornito la dose letale, e che si trattasse di eroina “pura al 90%, quando di solito lo è al 20-30%”. Nel luglio 1971 effettivamente il Circus fu al centro di voci di ogni genere. Gli spacciatori vennero interrogati dalla polizia, ma ufficialmente nessuno svolse ulteriori indagini.
Nel 1972, il giornalista Jerry Hopkins si recò a Parigi per curiosare nell'ambiente del Circus, dove scoprì che l'unica verità che tutti conoscevano rimaneva proprio quella della morte per overdose nei bagni del locale, e che la versione del ritrovamento nella vasca da bagno di casa, al contrario, era del tutto sconosciuta. Hopkins affermò inoltre che solo qualche dipendente del Circus, Pamela e il fidato manager Danny Sugerman, fossero stati gli unici a sapere, ma che avrebbero deciso di mantenere il segreto nei mesi successivi, per non avere ulteriori guai. Un'altra ipotesi sostenne anche che, in tal senso, intervenne lo stesso Ministro degli Interni francese dell'epoca, Raymond Marcellin, che mise a tacere l'intera vicenda per non incorrere in uno scandalo mediatico.
Per questo motivo, afferma Hopkins, nella biografia Nessuno uscirà vivo di qui vengono proposte entrambe le versioni, ovvero quella del "Circus" e quella della vasca da bagno: in tal modo i biografi avrebbero avuto modo di dire come andarono realmente le cose, lasciando il lettore senza certezze inoppugnabili. Negli anni successivi poi la versione del "Circus" fu ancora confermata da decine di altre persone, fra cui lo stesso Densmore nella sua biografia, il giornalista Hervé Muller (che frequentò anche Jim Morrison a Parigi) e Oliver Wicker, direttore della rivista francese Le Globe. Dunque, con ogni probabilità, nei giorni successivi alla morte di Jim Morrison fu messa in atto una "copertura" cinica e improvvisata, favorita da procedure volutamente permissive delle autorità locali, per far sì che l'overdose di eroina della rockstar americana, che avrebbe avuto pesanti implicazioni criminali e finanziarie, fosse ufficialmente dichiarata un comune attacco di cuore.
Comunque siano andate realmente le cose, forse c'è da condividere la considerazione finale dei biografi Hopkins-Sugerman, secondo cui "a meno che non si tratti di un omicidio, poco importa come sia morto – un'overdose di qualcosa, un infarto, o semplicemente si sia ubriacato a morte (come in molti dapprima sospettarono). La questione di fondo resta quella del 'suicidio'. In un modo o nell'altro, Jim è morto per autodistruzione, e scoprire in quale maniera è solo questione di determinare il calibro della metaforica pistola che lui stesso si è puntato alla tempia."
viene la morte a una strana ora

inattesa, imprevista

come uno spaventoso ospite più che amichevole che ti sei

portato a letto

La morte rende angeli tutti noi

e ci dà ali

dove avevamo spalle

lisce come artigli

di corvo

Basta denaro, basta agghindarsi

Questo regno sembra di gran lunga migliore

finché l'altra faccia rivela l'incesto

e la libera obbedienza a una legge vegetale

Non ci andrò

Preferisco una Festa di Amici

Alla Famiglia Gigante.»
(Jim Morrison, The Severed Garden, An American Prayer)

## Stile e influenze musicali

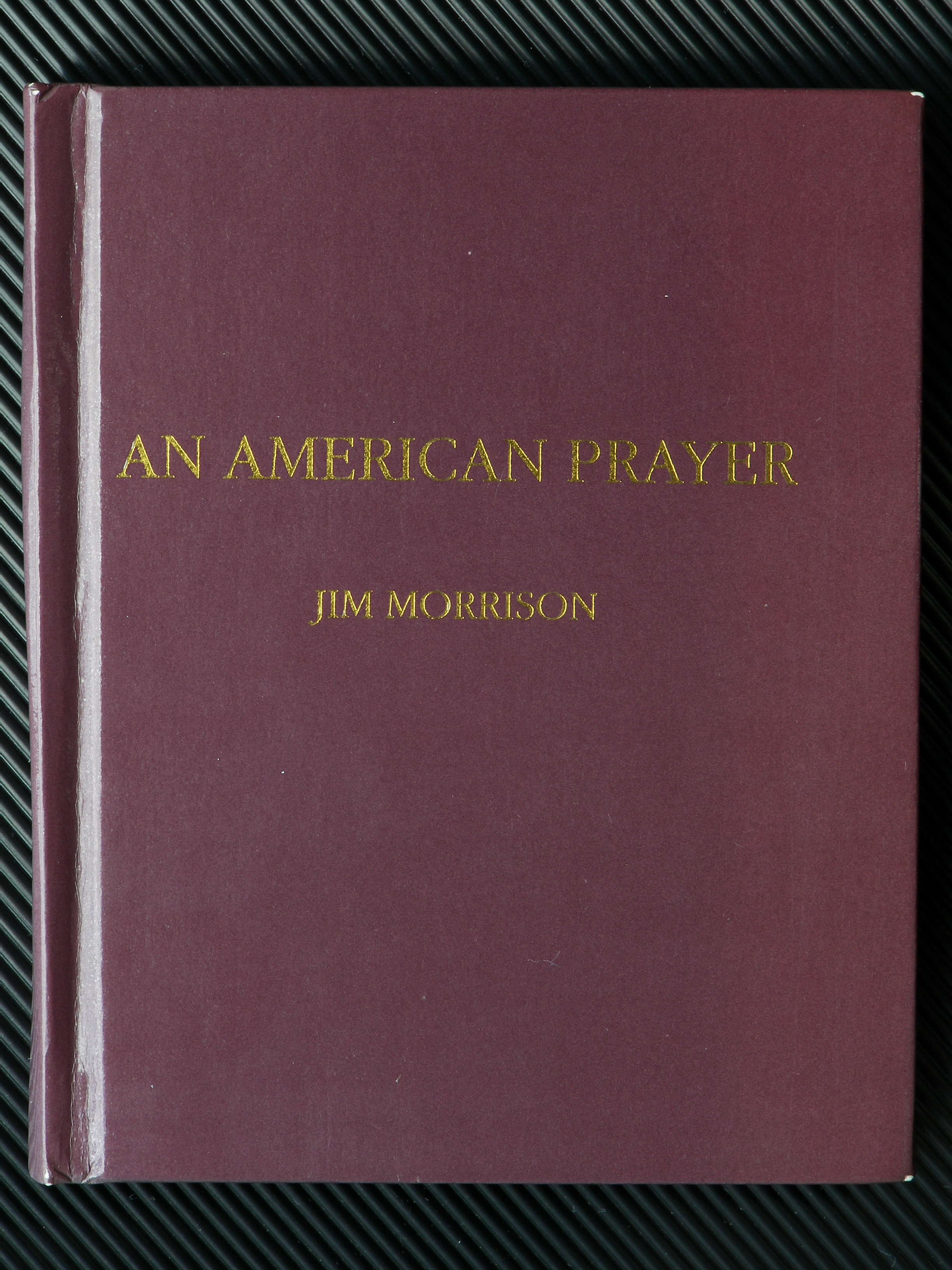
Il poema An American Prayer, stampato privatamente nel 1970 in una tiratura limitata di 500 copie.

A detta dello stesso Morrison, i Doors erano “un gruppo orientato al blues, con una notevole dose di rock e alcuni elementi di jazz, pop e sonorità classiche. Fondamentalmente, una blues band bianca”. La band rappresenta in effetti un'anomalia nel pantheon del rock: non faceva parte del movimento di San Francisco acid-rock Airplane-Dead-Quicksilver all'insegna del "Peace & Love". Non avevano niente a che fare con la british invasion e nemmeno con la musica popolare in generale. Anche nella loro città natale di Los Angeles erano considerati estranei alla scena folk-rock dominata da Byrds, Buffalo Springfield e i Mamas and the Papas. I Doors erano un mondo a parte, dalle sonorità oscuramente seducenti ed esotiche che univano spiritualità, poesia, psichedelia e un coacervo di stili musicali differenti per via delle caratteristiche del tutto particolari ed estrose dei suoi componenti.
Manzarek, tastierista tecnicamente dotatissimo, gestiva il basso con la mano sinistra e la parte melodica alla tastiera col piede e la mano destra, utilizzando un Fender Rhodes Piano Bass appoggiato sull'organo Vox Continental (poi sostituito con un Gibson G101). In un'intervista del 1997 dichiarò: “Unificammo l'apollineo e il dionisiaco. Il lato dionisiaco è il blues, e il lato apollineo è la musica classica. Il bravo artista sa combinare il rigore e la correttezza apollinei con la frenesia, la passione e l'eccitazione dionisiache. I due elementi si fondono insieme e si ottiene l'artista intero e completo".
Il batterista John Densmore, da parte sua, dettava ritmi tumultuosi, facendo confluire gli altri strumenti nelle sue vertiginose traiettorie come una salda base d'appoggio e non un mero strumento di accompagnamento. Robbie Krieger utilizzava solitamente note lente e riff ben calibrati in uno stile rock inconfondibile con la sua chitarra slide che svariava dal blues al rock, dal flamenco e alla musica indiana. Tutto questo venne catalizzato in maniera dirompente dalla voce mistica e sensuale di Jim Morrison, il quale sosteneva che Elvis Presley insieme ad altri giganti della sua generazione, come Sinatra, Little Richard, Jerry Lee Lewis, Fats Domino, Gene Vincent, avevano avuto un'influenza precoce e intensa su di lui. Egli traeva inoltre ispirazione dalla poesia della Beat Generation recitata con cadenze bebop e dalla grande tradizione della poesia orale, mescolando alle sue performance elementi teatrali e d'improvvisazione. Il timbro della band divenne, così, del tutto unico, suggestivo e “leggendario”. Dichiarò all'epoca Ray Manzarek:
E trent'anni più tardi, in un'intervista alla radio statunitense Npr, disse:

## Produzione letteraria e teatro

### Poesia

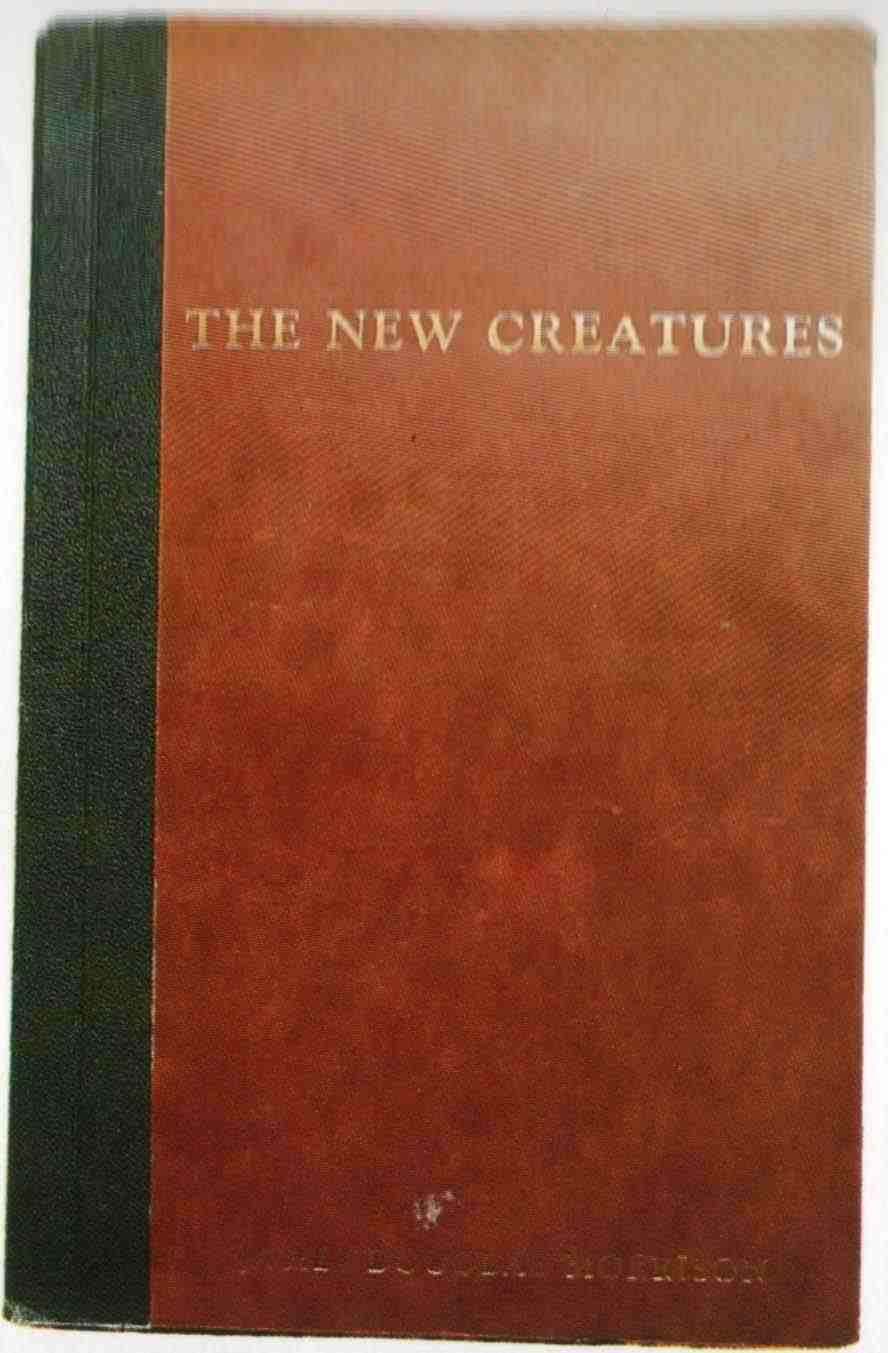
L'edizione originale di The New Creatures, primo libro di poesie di Morrison stampato privatamente nel 1969 in 100 copie, e l'anno successivo presso Simon & Schuster.

Jim Morrison è una complessa figura di artista e intellettuale, trasgressiva e affascinante, fragile e carismatica. Nel corso della sua breve parabola esistenziale si produsse nello sforzo costante, e a tratti esasperato, di spronare la gente ad abbattere le proprie barriere mentali, imposte dalle convenzioni sociali e dalle inibizioni personali, per raggiungere una dimensione di reale, incondizionata e assoluta libertà ("Apriti un varco dall'altra parte" esorta nella canzone Break on Through, e "Wake up!", Sveglia! era l'urlo che lanciava spesso dal palco). Autentico divoratore di libri e arguto osservatore della società, consacrò la sua esistenza all'amore per l'arte e per la letteratura in un'epoca, gli anni Sessanta, ribollente di fervore culturale e rivolgimenti politici, e considerava la poesia come la sua reale vocazione.
Cominciò a riempire blocchetti di appunti e poesie fin dai tempi del liceo, venne folgorato dal libro culto Sulla strada di Kerouac e dichiarò alla stampa che “l'arte suprema è la poesia, perché ciò che ci definisce come esseri umani è il linguaggio [...] sono molto legato al gioco dell'arte e della letteratura: i miei eroi sono artisti e scrittori. Ammiro profondamente quei poeti che, di fronte a un gruppo di persone, sono capaci di alzarsi in piedi, con o senza microfono, e recitare la loro poesia”. I suoi “numi tutelari” furono poeti e intellettuali dalla forza visionaria dirompente, in lacerante conflitto con i valori imposti dalla propria tradizione culturale, in primis: William Blake, Friedrich Nietzsche e Arthur Rimbaud, il quale affermò che “il Poeta si fa Veggente attraverso una lunga, immensa e ragionata sregolatezza di tutti i sensi”. I testi poetici di Jim Morrison sono tracimanti di immagini a forte valenza mitologica e simbolica, derivate dalla cultura classica, da quella sciamanica e tribale, dall'esoterismo, dalle suggestioni beat, dalle opere di narrativa, filosofia, religione, dalla psicanalisi, dalla sociologia e dall'antropologia.
L'amico e poeta Michael McClure lo stimava molto come poeta e lo spinse a pubblicare i suoi scritti, nonostante le titubanze di Jim Morrison che visse sempre nella frustrazione di non essere apprezzato come poeta. In un'intervista dichiarò “Quando scrivi una poesia devi entrare in uno stato mentale particolare, che è quello in cui può indurti la musica con la sua capacità ipnotica di allentare i freni e lasciare che l'inconscio possa scaturire”, in linea con le teorie surrealiste sulla scrittura automatica. I suoi versi vennero encomiati anche da Fernanda Pivano, che sottolineò il profondo lato poetico di Morrison, “capace di estasi e affranto dalle miserie della vita”. Nel 1969 scrisse una commossa poesia ispirata alla tragica morte di Brian Jones, Ode a Los Angeles col pensiero a Brian Jones, deceduto, che distribuì ai presenti al concerto dell'Aquarius Theater di Hollywood a fine luglio.
Nel 1970 diede alle stampe privatamente il poema An American Prayer, in una tiratura limitata di 500 copie, e pubblicò, presso l'editore newyorkese Simon & Schuster, due raccolte di poesie, I Signori e Le Nuove Creature, accolte con entusiasmo da parte dei fan e con scetticismo dalla critica; registrò numerose poesie su nastro magnetico e continuò a riempire di versi centinaia di taccuini e foglietti volanti, poi riuniti nelle raccolte postume Deserto e Notte Americana (pubblicate in Italia col titolo di Tempesta Elettrica), da molti considerate l'apice della sua poetica. La sua vocazione letteraria trovò sfogo anche negli album della band, che venne influenzata in maniera determinante dai suoi componimenti, dalla sua oltraggiosa irruenza e dalle sue "visioni".

### Teatro
Jim Morrison ebbe anche delle esperienze in ambito teatrale. Segnalatosi a scuola per i suoi atteggiamenti “plateali”, nel 1962 si produsse in alcune declamazioni poetiche e performance con l'ukulele al Contemporary caffè di Clearwater, che incuriosirono il pubblico. L'anno successivo studiò drammaturgia e storia del teatro al dipartimento di Scienze del linguaggio, prese lezioni di recitazione e frequentò il Conradi Theater dell'università. La prima esibizione “ufficiale” risale tuttavia all'autunno del 1964 quando, ventenne, ottenne il ruolo di Gus in un allestimento studentesco del Calapranzi, il thriller capolavoro di Harold Pinter. Jim si dimostrò attore imprevedibile e impetuoso sia nelle prove sia durante lo spettacolo, influenzato in parte dalla lettura di Antonin Artaud e del suo “teatro della crudeltà”. In seguito venne folgorato dal Living Theatre e fu coinvolto in alcuni show che si tennero a San Francisco e a Los Angeles nel febbraio 1969. Nel libro I Signori. Appunti sulla visione scrisse: “Lo scopo dell'happening è curare la noia, ripulire gli occhi, operare una ricongiunzione infantile col flusso della vita. Il suo più piccolo, più ampio scopo è la purificazione della percezione”.

### La controversa biografia di Bill Cosgrave
Nel 2020 venne pubblicata una biografia assai controversa e criticata, ad oggi non ancora tradotta in italiano, relativamente al rapporto personale tra Jim Morrison e la sua compagna del periodo appena precedente la fondazione della rock band. In essa, l'autore, amico di vecchia data di Mary Frances Werbelow, compagna di Morrison nel triennio 1962–1965, fa il punto circa l'enorme ascendente che la ragazza di Clearwater, in Florida, classe 1944, esercitò sul futuro cantante dei Doors. Jim era molto innamorato e ricambiato dalla ragazza ed intendeva sposarla, stando alle parole di Cosgrave, che ebbe modo di frequentare la coppia in quel periodo assiduamente, ma la Werbelow, a fine luglio del 1965, preferì interrompere momentaneamente la relazione perché in disaccordo con la decisione di Morrison di creare una rock band e per via della sua dedizione all'alcool (era anche stato arrestato in Florida, a Tallahassee il 28 settembre 1963 per ubriachezza molesta), per la sua decisione di rompere con la propria famiglia, ed a causa dei propri sbalzi d’umore, mentre era favorevole al suo interesse per la cinematografia e per la poesia. La rottura, anche se “temporanea”, secondo l'autore, provocò un dolore mai superato ed ebbe notevoli e durature ripercussioni negative sul carattere di Jim. Alcuni brani quali The Crystal Ship, The End e Moonlight Drive, ma anche Hello, I Love You, Soul Kitchen e When the Music's Over, si legge nel libro, sono ispirati dalla drammatica rottura del loro rapporto. La Werbelow, ch’era stata vincitrice ad un concorso di bellezza a Clearwater, seguì Morrison in California ma non accettò la sua rinuncia ad occuparsi di cinematografia nonostante la laurea conseguita all'UCLA e questo problema era fonte di continue discussioni tra i due. Una volta interrotto il rapporto, la ragazza si ritirò, dopo pochi mesi, a meditare in India per oltre un lustro, conducendo una vita di ferrea ascesi. Ritornò negli Stati Uniti alla fine del 1971 per scoprire che Jim Morrison, col quale era intenzionata a riconciliarsi, era deceduto all'inizio di luglio di quell'anno. Secondo l'autore, lo shock che la ragazza ne ebbe fu talmente forte da ritenersi colpevole sia dello stile di vita assunto dal cantante a partire dalla loro rottura, che del suo decesso prematuro, tanto da non aver cercato più alcuna relazione amorosa per il resto della sua vita, ritirandosi in un riserbo totale nella natia Clearwater, e non concedendo alcun'intervista in merito (nemmeno al regista Oliver Stone che, nel 1990, era intenzionato a girare un film sulla vita di Morrison). Lo stesso Cosgrave, pur rimanendole amico ed essendo andato ripetutamente a visitarla, non è riuscito a farsi rilasciare, dall'ottuagenaria donna, confidenze in merito alla relazione con il cantante. Va altresì fatto notare che la ben nota bibliografia di Morrison, questa tradotta anche in italiano accenna brevemente alla relazione tra Morrison e la Werbelow ed alla vicinanza anche letteraria (oltreché sentimentale) tra i due, implicitamente avvalorando quanto narrato da Cosgrave. Le critiche più severe a questa biografia concernono il successivo rapporto tra Jim e Pamela Courson, laddove Cosgrave si spinge oltre, interpretando, senza averne risconto obiettivo, la relazione tra il cantante e la sua nuova compagna come una sorte di "ripiego" rispetto all'amore mai dimenticato per la Werbelow, ed attribuendo alla Courson tutti i successivi eccessi che portarono Morrison a morte prematura, nonché l'iniziazione all'uso degli stupefacenti.

## Film e docufilm
- The Doors Are Open, 1968, documentario prodotto da Granada TV che raccoglie immagini del tour europeo
- Feast of Friends, 1969, documentario diretto da Paul Ferrara, propone materiale raccolto fra il '68 e il '69. Il film fu montato nel '69 e portato a vari concorsi cinematografici. All'Atlanta International Film Festival vinse la medaglia d'oro il 24 ottobre '69. Uscì in sala per la prima volta il 13 marzo del 1970 alla Cinemateque 16 di West Hollywood
- Hwy: An American Pastoral, 1969, film diretto da Paul Ferrara basato su una pièce (The Hitchhiker) scritta da Jim Morrison, che ne è anche il protagonista
- No One Here Gets Out Alive: A Tribute to Jim Morrison, 1981, documentario diretto da Gordon Forbes III
- The Doors. Dance on Fire, 1985, collezione di video, clip promozionali ed esibizioni televisive dei Doors
- The Doors. Live at the Hollywood Bowl, 1987, concerto tenuto dai Doors all'Hollywood Bowl nel luglio 1968, regia di Ray Manzarek
- The Doors. The Soft Parade. A Retrospective, 1991, documentario diretto da Ray Manzarek
- The Doors. Live in Europe 1968, 1991, documentario sul tour europeo diretto da Paul Justman, Ray Manzarek e John Densmore
- The Doors Soundstage Performances, 2002, documentario sulle esibizioni dei Doors a Toronto (1967), in Danimarca (1968) e a New York (1969)
- The Doors of the 21stCentury: L.A. Woman Live, 2004, con Ray Manzarek, Robby Krieger e Ian Astbury alla voce, concerto all'Hollywood New Year's Eve, di Dan Barnett, Kevin Lane.
- Jim Morrison: Les derniers jours (Gli ultimi giorni di Jim Morrison), docufilm di Michaelle Gagnet e Arnaud Hamelin (Sunset Presse, 2005)
- When You're Strange, docufilm di Tom DiCillo, 2009
- Mr. Mojo risin' - The story of L.A. Woman, docufilm di Martin R. Smith, Doors Music C., 2011

### Il film "The Doors" del 1991
La leggenda di Jim Morrison fu raccontata nel 1991 da Oliver Stone, nel film biografico The Doors, con Val Kilmer nella parte di Morrison. Il film fu oggetto di pareri discordanti: una parte dei fan dei Doors lo criticò aspramente, sostenendo che spettacolarizzasse troppo il lato dissoluto e "tenebroso" del cantante. Lo stesso Ray Manzarek riservò parole durissime al regista.